# Clock DVA
Clock DVA är en brittisk musikgrupp inom industrial, bildad 1978 i Sheffield, England. Bandets uppsättning har varierat genom åren, med Adi Newton som enda konstanta medlem.

## Diskografi
Album
- 1978 – The Texas Chainsaw Massacre
- 1978 – 2nd
- 1979 – Deep Floor
- 1979 – Fragment
- 1979 – Group Fragments
- 1980 – White Souls in Black Suits
- 1981 – Thirst
- 1983 – Advantage
- 1990 – Buried Dreams
- 1992 – Transitional Voices
- 1992 – Digital Soundtracks
- 1992 – Man-Amplified
- 1994 – Collective (samlingsalbum)
- 1996 – Sign
- 2012 – Horology - DVAtion 78/79/80 (samlingsalbum)
- 2013 – Post-Sign

Singlar
- 1978 – "Lomticks of Time"
- 1978 – "2nd
- 1979 – "Deep Floor"
- 1979 – "Fragment"
- 1979 – "Group Fragments"
- 1981 – "4 Hours"
- 1982 – "Passions Still Aflame"
- 1982 – "High Holy Disco Mass"
- 1983 – "Resistance"
- 1983 – "Breakdown"
- 1988 – "The Hacker"
- 1988 – "The Act"
- 1988 – "Hacker/Hacked"
- 1989 – "Sound Mirror"
- 1991 – "Final Program"
- 1992 – "Bitstream"
- 1992 – "Black Words on White Paper"
- 1992 – "Virtual Reality Handbook"
- 1993 – "Voice Recognition Test"
- 1993 – "Eternity"